# Sandholmen, Sibbo
Sandholmen är en ö i Sibbo i Finland. Den ligger i Finska viken och i kommunen Sibbo i landskapet Nyland, i den södra delen av landet. Ön ligger omkring 24 kilometer öster om Helsingfors.
Öns area är 21,6 hektar och dess största längd är 0,6 kilometer i nord-sydlig riktning. Ön höjer sig omkring 35 meter över havsytan. I omgivningarna runt Sandholmen växer i huvudsak blandskog.